# BOLD-Kontrast
Als BOLD-Kontrast (von englisch blood oxygenation level dependent, also „abhängig vom Blutsauerstoffgehalt“) bezeichnet man in der Magnetresonanztomographie (MRT) die Abhängigkeit des (Bild-)Signals vom Sauerstoffgehalt in den roten Blutkörperchen. Die Hauptanwendung des BOLD-Kontrasts ist die funktionelle MRT (fMRT) zur Darstellung der Hirnaktivität.
Synonym wird das Akronym BOLD auch für blood oxygen level dependent oder (seltener) blood oxygen(ation) level dependence/dependency verwendet.

## Geschichtliche Entwicklung
Bereits 1935 stellte Linus Pauling fest, dass sich die magnetischen Eigenschaften des Proteins Hämoglobin in den roten Blutkörperchen abhängig vom Oxygenierungsgrad verändern. Im Jahr 1982 zeigten Keith Thulborn und Mitarbeiter, dass Hämoglobin in Blutproben unterschiedliche MRT-Signale in Abhängigkeit vom Oxygenierungszustand aufweist. Den gleichen Effekt beobachteten 1990 Seiji Ogawa und Mitarbeiter in vivo an Versuchstieren; von ihnen wurde auch die Bezeichnung „blood oxygenation level dependent (BOLD)“-Kontrast geprägt. Ogawa erkannte auch das Potential, welches der BOLD-Kontrast für die funktionelle MRT haben würde. Erste Ergebnisse, welche mithilfe des BOLD-Kontrasts die Hirnaktivität von Probanden nach visueller Stimulation zeigten, wurden 1992 von John W. Belliveau und Mitarbeitern veröffentlicht. Nikos Logothetis und Mitarbeiter zeigten 2001, dass die so gemessene BOLD-Antwort direkt mit der neuronalen Aktivität zusammenhängt.

## Physikalische Grundlagen

Änderung der transversalen Relaxation von Blut in Abhängigkeit von der Konzentration des paramagnetischen desoxygenierten Hämoglobins (Daten für Rattenblut bei 4,3 Tesla).

Desoxygeniertes Hämoglobin (desHb) enthält (aufgrund der ionischen Bindung des Eisenatoms) vier ungepaarte Elektronen je Häm-Gruppe und ist deshalb paramagnetisch. In mit Sauerstoff oxygeniertem Hämoglobin (oxyHb) wird dagegen die Eisenbindung kovalent und es liegen keine ungepaarten Elektronen vor; oxygeniertes Hämoglobin ist daher diamagnetisch.
MRT-Aufnahmen bilden neben der Protonen(dichte)verteilung auch das Relaxationsverhalten der Wasserstoffkerne in der Probe (das sich für Flüssigkeiten und verschiedene Gewebe unterscheidet) als Kontrast ab. Das starke magnetische Dipolfeld des paramagnetischen desoxygenierten Hämoglobins führt zu lokalen Magnetfeldinhomogenitäten und führt über den intermolekularen Dipol-Dipol-Relaxationsmechanismus zur Dephasierung der zunächst kohärent präzedierenden Kernspins. Diese Dephasierung wird als verkürzte (transversale) Relaxationszeit in der Umgebung des desHb beobachtet und ändert somit – abhängig von der desHb-Konzentration – den Kontrast des Bildes. Wie in der nebenstehenden Abbildung gezeigt ist, ändert sich die Relaxationsrate {\displaystyle R_{2}} linear mit dem Quadrat der desHb-Konzentration; mit zunehmender desHb-Konzentration nimmt die Relaxationsrate {\displaystyle R_{2}} zu und die Relaxationszeit {\displaystyle T_{2}} ab. Noch stärker ausgeprägt als die Änderung von {\displaystyle R_{2}} ist die oxygenierungsabhängige Änderung von {\displaystyle R_{2}^{*}}, die dem Kontrast in Gradientenecho-Aufnahmen zugrunde liegt. In diesen ist deshalb auch die BOLD-Kontraständerung durch die veränderte {\displaystyle T_{2}^{*}}-Zeit besonders deutlich; in geringerem Umfang ist sie aber auch in Spinecho-Aufnahmen aufgrund der ebenfalls oxygenierungsabhängigen {\displaystyle T_{2}}-Zeit zu beobachten.
Mathematisch lassen sich die Änderungen der Relaxationsraten beschreiben als
{\displaystyle R_{2}=R_{2,0}+\alpha \,p_{\text{Hb}}+\beta \,p_{\text{Hb}}^{2}} und
{\displaystyle R_{2}^{*}=R_{2,0}^{*}+\alpha ^{*}p_{\text{Hb}}+\beta ^{*}p_{\text{Hb}}^{2}},
wobei {\displaystyle R_{2,0}} und {\displaystyle R_{2,0}^{*}} die Relaxationsraten von (diamagnetischem) oxygeniertem Hämoglobin sind und {\displaystyle p_{\text{Hb}}} der Anteil des desoxygenierten Hämoglobins. {\displaystyle p_{\text{Hb}}} variiert zwischen 0 (ausschließlich oxygeniertes Hämoglobin) und 1 = 100 % (ausschließlich desoxygeniertes Hämoglobin). Häufig findet man auch eine Beschreibung abhängig von der Blutoxygenierung („Sättigung“) {\displaystyle Y}, die man erhält, wenn man {\displaystyle p_{\text{Hb}}=1-Y} setzt.
Gemessene Werte der Größen {\displaystyle R_{2,0}^{(*)},\alpha ^{(*)}} und {\displaystyle \beta ^{(*)}} im Magnetfeld {\displaystyle B_{0}} sind:
| Probe                   | {\displaystyle B_{0}} | {\displaystyle R_{2,0}/\mathrm {s} ^{-1}} | {\displaystyle \alpha /\mathrm {s} ^{-1}} | {\displaystyle \beta /\mathrm {s} ^{-1}} | {\displaystyle R_{2,0}^{*}/\mathrm {s} ^{-1}} | {\displaystyle \alpha ^{*}/\mathrm {s} ^{-1}} | {\displaystyle \beta ^{*}/\mathrm {s} ^{-1}} | Quelle |
| ----------------------- | --------------------- | ----------------------------------------- | ----------------------------------------- | ---------------------------------------- | --------------------------------------------- | --------------------------------------------- | -------------------------------------------- | ------ |
| menschl. Blut, in vitro | 1,5 T                 |                                           |                                           |                                          | 7                                             | 1                                             | 35                                           | [ 8 ]  |
| Schweineblut, in vivo   | 1,5 T                 |                                           |                                           |                                          | 2                                             | 14                                            | 22                                           | [ 8 ]  |
| Schweineblut, in vivo   | 1,5 T                 |                                           |                                           |                                          | 2                                             | 12                                            | 19                                           | [ 9 ]  |
| Rinderblut, in vitro    | 1,5 T                 | 5                                         | 0                                         | 21                                       | 7                                             | 0                                             | 25                                           | [ 10 ] |
| Rinderblut, in vitro    | 4,7 T                 | 15                                        | 0                                         | 254                                      | 41                                            | 0                                             | 319                                          | [ 10 ] |

(In den zuletzt aufgeführten Messungen wurden die Koeffizienten {\displaystyle \alpha ^{(*)}} auf 0 gesetzt, da sich die Bestimmung von {\displaystyle \alpha ^{(*)}} und {\displaystyle \beta ^{(*)}} gegenseitig beeinflussen kann und so zu unzuverlässigen Resultaten führen würde.)

## Anwendungen des BOLD-Effekts
- Der BOLD-Effekt lässt sich zur Messung von neuronaler Aktivität mittels fMRT einsetzen. Man beobachtet hierbei eine Signalzunahme der aktivierten Hirnareale in {\displaystyle T_{2}^{*}}-gewichteten (oder {\displaystyle T_{2}}-gewichteten) MRT-Aufnahmen. Erklärt wird dies so, dass die neuronale Aktivität zu einem erhöhten Sauerstoffverbrauch und somit zunächst zu mehr desoxygeniertem Hämoglobin führt; dieser Effekt wird jedoch überkompensiert durch einen vermehrten zerebralen Blutfluss mit einströmendem oxygeniertem Hämoglobin („neurovaskuläre Kopplung“), so dass schließlich die desHb-Konzentration in aktivierten Hirnarealen abnimmt und somit die Querrelaxationszeit (und das beobachtete Signal) ansteigt.
- Durch den BOLD-Effekt lassen sich mit der suszeptibilitätsgewichteten Bildgebung (SWI) MR-Venographien erstellen. Das SWI-Verfahren trug zu Beginn den Namen BOLD, dieser wurde dann durch den allgemeineren Begriff „suszeptibilitätsgewichtet“ ersetzt, da BOLD-basierte Venographien nur ein Anwendungszweck dieses Verfahrens sind.[11]

- Eine weitere Anwendungen ist die BOLD-Bildgebung der Nieren zur Messung der intrarenalen Oxygenierung; insbesondere die Änderung der Oxygenierung durch Verabreichung von Stoffen wie beispielsweise Furosemid (Lasix®) kann so untersucht werden.[12] Gegenstand der Forschung ist die Anwendung des BOLD-Kontrasts, um die Oxygenierung von Tumoren zu untersuchen.[13]